# Ukształtowanie powierzchni Trytona

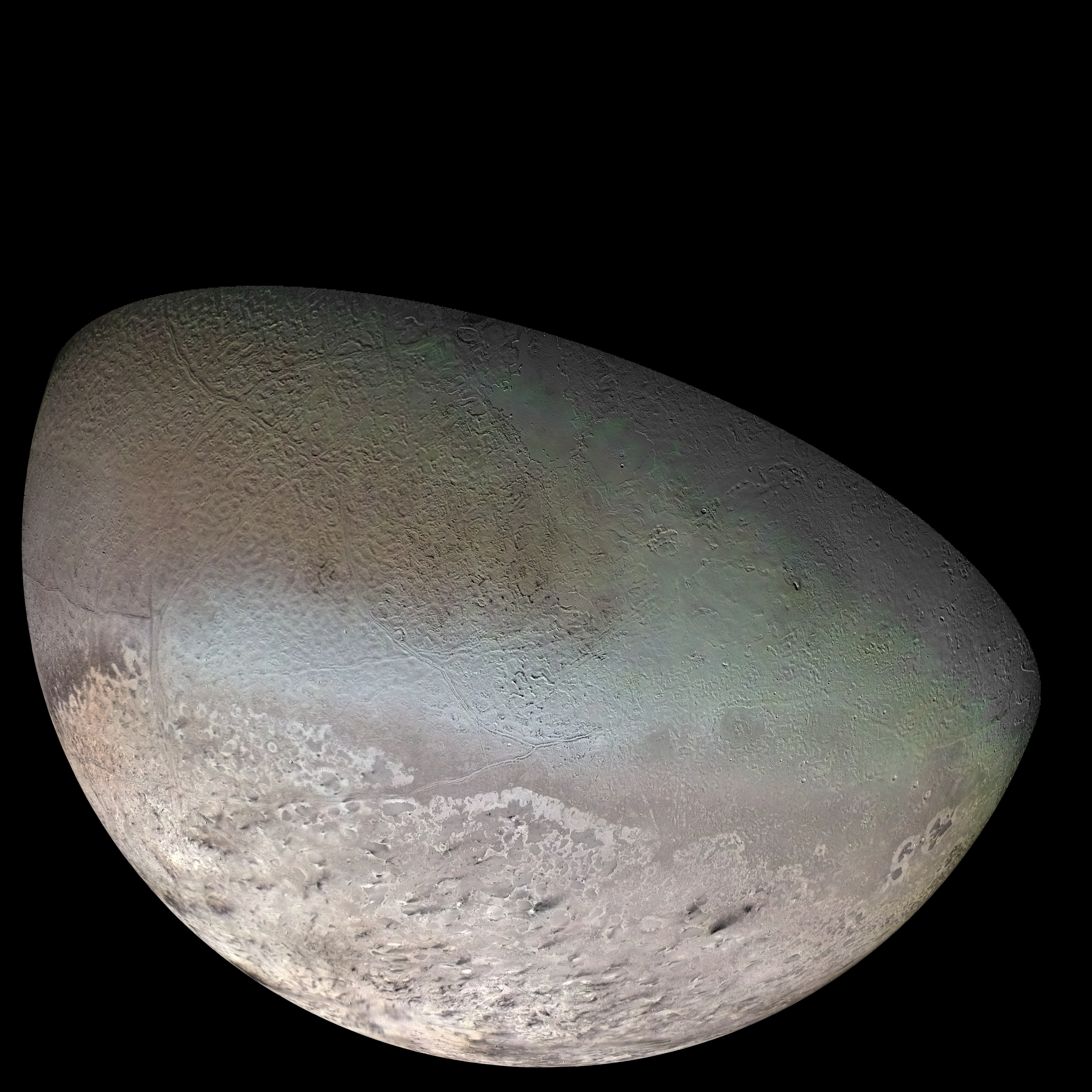
Tryton – mozaika zdjęć Voyagera 2

Na powierzchni Trytona, największego księżyca Neptuna można wyróżnić następujące formacje geologiczne:
- Catena, catenae (łac., łańcuch kraterów)
- Cavus, cavi (wgłębienie)
- Dorsum, dorsa (grzbiet)
- Fossa, fossae (rów, wąskie zagłębienie)
- kratery
- Macula, maculae (plama)
- Patera, paterae (płytki wulkan)
- Planitia, planitiae (równina)
- Planum, plana (płaskowyż)
- Plume, plumes (smuga)
- Regio, regiones (obszar)
- Sulci, sulcus (bruzda)

Poniżej znajdują się spisy wymieniające poszczególne formy geologiczne, należące do każdej z kategorii.

## Catena
| Catena        | Pochodzenie nazwy           |
| ------------- | --------------------------- |
| Kraken Catena | Kraken (mitologia nordycka) |
| Set Catena    | Set (mitologia egipska)     |

## Cavus
Nazwy cavi pochodzą od mitologicznych duchów wody 
| Cavus          | Pochodzenie nazwy                                |
| -------------- | ------------------------------------------------ |
| Apep Cavus     | Apop (mitologia egipska)                         |
| Bheki Cavus    | Bheki (folklor Indii)                            |
| Dagon Cavus    | Dagon (literatura babilońska)                    |
| Hekt Cavus     | Heket (mitologia egipska)                        |
| Hirugo Cavus   | Hiruko (mitologia japońska)                      |
| Kasyapa Cavus  | Kaśjapa (hinduizm)                               |
| Kulilu Cavus   | Kulilu (literatura babilońska)                   |
| Mah Cavus      | Mah (mitologia islamska)                         |
| Mangwe Cavus   | Mangwe (grupa etniczna Ila zamieszkująca Zambię) |
| Ukupanio Cavus | Ukupanipo (mitologia hawajska)                   |

## Dorsa
| Dorsum     | Pochodzenie nazwy            |
| ---------- | ---------------------------- |
| Awib Dorsa | słowo „deszcz” w języku nama |

## Fossae
Nazwy fossae pochodzą od świętych wód.
| Fossa         | Pochodzenie nazwy        |
| ------------- | ------------------------ |
| Jumna Fossae  | Jamuna (Indie)           |
| Raz Fossae    | Pointe du Raz (Bretania) |
| Yenisey Fossa | Jenisej (Syberia)        |

## Kratery
| Krater   | Pochodzenie nazwy                            |
| -------- | -------------------------------------------- |
| Amarum   | Amarum (plemię Keczua zamieszkujące Ekwador) |
| Andvari  | Andwari (mitologia nordycka)                 |
| Cay      | Cay (mitologia Majów)                        |
| Ilomba   | Ilomba (lud Lozi zamieszkujący Zambię)       |
| Kurma    | Kurma (hinduizm)                             |
| Mazomba  | Mazomba (lud Chaga zamieszkujący Tanzanię)   |
| Ravgga   | Ravgga (mitologia lapończyków)               |
| Tangaroa | Tangaroa (mitologia maoryska)                |
| Vodyanoy | Wodnik (mitologia Słowian)                   |

## Maculae
Nazwy maculae pochodzą od duchów wody z różnych mitologii.
| Macula          | Pochodzenie nazwy                          |
| --------------- | ------------------------------------------ |
| Akupara Maculae | Akupara (hinduizm)                         |
| Doro Macula     | Doro (Nanajowie lud zamieszkujący Syberię) |
| Kikimora Macula | Kikimora (mitologia Słowian)               |
| Namazu Macula   | Namazu (mitologia japońska)                |
| Rem Macula      | Rem (mitologia egipska)                    |
| Viviane Macula  | Viviane (legendy arturiańskie)             |
| Zin Maculae     | Zin (Niger)                                |

## Patera
Nazwy paterae pochodzą od świętych wód oraz potworów morskich w różnych mitologiach.
| Patera           | Pochodzenie nazwy                                     |
| ---------------- | ----------------------------------------------------- |
| Dilolo Patera    | Dilolo (Angola)                                       |
| Gandvik Patera   | Gandvik (mitologia nordycka)                          |
| Kasu Patera      | Kasu (zaratusztrianizm)                               |
| Kibu Patera      | Kibu (grupa etniczna Mabuiag zamieszkująca Melanezję) |
| Leviathan Patera | Lewiatan (Stary Testament)                            |

## Planitia
Nazwy planitia pochodzą od wodnych terminów w różnych mitologiach.
| Planitia         | Pochodzenie nazwy          |
| ---------------- | -------------------------- |
| Ruach Planitia   | Ruach (Stary Testament)    |
| Ryugu Planitia   | Ryūgū (mitologia japońska) |
| Sipapu Planitia  | Sipapu (Pueblo)            |
| Tuonela Planitia | Tuonela (mitologia fińska) |

## Planum
Nazwy planum pochodzą od legendarnych wysp.
| Planum           | Pochodzenie nazwy                                |
| ---------------- | ------------------------------------------------ |
| Abatos Planum    | Abatos (mitologia egipska)                       |
| Cipango Planum   | Zipingu (nazwa Japonii używana przez Marco Polo) |
| Medamothi Planum | Medamothi (literatura francuska)                 |

## Plumes
Nazwy wulkanicznych plumes pochodzą od duchów wody w różnych mitologiach.
| Plume    | Pochodzenie nazwy              |
| -------- | ------------------------------ |
| Hili     | Hili (mitologia zuluska)       |
| Mahilani | Mahilani (mitologia tongańska) |

## Regio
Nazwy regio pochodzą od symboli różnych mitologii.
| Regio         | Pochodzenie nazwy                                     |
| ------------- | ----------------------------------------------------- |
| Bubembe Regio | Bubembe (grupa etniczna Baganda zamieszkująca Ugandę) |
| Monad Regio   | Monad (mitologia chińska)                             |
| Uhlanga Regio | Uhlanga (mitologia zuluska)                           |

## Sulci
Sulci to długie, równoległe bruzdy. Ich nazwy pochodzą od świętych rzek występujących w mitologiach różnych kultur.
| Sulci         | Pochodzenie nazwy            |
| ------------- | ---------------------------- |
| Bia Sulci     | Bia (mitologia Joruba)       |
| Boynne Sulci  | Boyne (mitologia celtycka)   |
| Ho Sulci      | Ho (mitologia chińska)       |
| Kormet Sulci  | Kormet (mitologia nordycka)  |
| Leipter Sulci | Leipter (mitologia nordycka) |
| Lo Sulci      | Luo He (rzeka w Chinach)     |
| Ob Sulci      | Ob (Samojedzi)               |
| Ormet Sulci   | Ormet (mitologia nordycka)   |
| Slidr Sulci   | Slidr (mitologia nordycka)   |
| Tano Sulci    | Tano (mitologia Joruba)      |
| Vimur Sulci   | Vimur (mitologia nordycka)   |
| Yasu Sulci    | Yasu (mitologia japońska)    |